# Grb Kostarike
Grb Kostarike datira iz 1906., a u današnjem se obliku pojavljuje 1964. godine. 
Na vrhu su natpisi "America Central" i "Republica de Costa Rica" ("Centralna Amerika - Republika Kostarika"). Sedam zvijezda na štitu predstavlja sedam pokrajina Kostarike. Pod njima su dva broda na dva mora, između kojih su tri vulkana. Mora su Karipsko more i Tihi ocean, a vulkani predstavljaju Kostariku, koja leži na oba mora. U pozadini je izlazeće sunce, a zlatne bobe s obje strane štita simboliziraju zrna kave, koja je, uz ananas i banane, glavni izvozni proizvod zemlje.